# Схурман, Фриц Ханс Эрих
Фриц Ханс Эрих Схурман (нидерл. Frits Hans Erich Schuurman; 25 июня 1898, Неймеген, Нидерланды — 23 сентября 1972, Дурбан, ЮАР) — нидерландский композитор и дирижёр.
С 1931 г. руководил Хаарлемским оркестром, в 1938—1949 гг. главный дирижёр гаагского Резиденц-оркестра. Дирижировал, в частности, первым большим гала-концертом оркестра 27 мая 1948 г. В 1949 г. эмигрировал в Южную Африку. Из сочинений Схурмана наибольшую известность получили несколько песен и романсов.